# Alexander Wolf (Künstler)
Alexander Wolf (* 24. Mai 1975 in Krefeld; † 13. Mai 2020 in Wien) war ein deutscher Bildender Künstler.

## Leben und Karriere
Alexander Wolf studierte von 2008 bis 2011 Bildende Kunst an der Universität der Künste in Berlin, in der Klasse von Thomas Zipp. Von 2000 bis 2006 absolvierte er ein Studium der Religions- und Kulturwissenschaft an der Humboldt-Universität zu Berlin und an der Freien Universität Berlin. Zuvor studierte er von 1995 bis 1997 an der Akademie der schönen Künste, Antwerpen. Seine Werke werden in Deutschland und international ausgestellt. Wolf starb am 13. Mai 2020 in Wien durch Suizid. Er wurde auf dem Wiener Zentralfriedhof beigesetzt.

## Werk
Mittels Wiederholung und Verdichtung von Ähnlichkeiten zwischen fiktiven oder realen Geschehnissen umkreist Alexander Wolfs Werk das Kernthema Konflikt. Machtverhältnisse, Ideologieversessenheit, einengende Denkmuster und Ambivalenzen sind wiederkehrende Sujets seiner skulpturalen Objekte, unter anderem bestehend aus Steinen, Folien, Baustellenabsperrband, Damenstrumpfhosen, Luftschlangen und Hutständersockeln. Wolf verwendete für seine Arbeiten mit Vorliebe profane, billige, einfache Materialien.
Gemeinschaftsarbeiten mit seiner Ehefrau Nouchka Wolf zeigen die fließende Grenze zwischen inniger Liebe und Aggression auf. In der Videoarbeit couple cooking meal together (2007) bereiten Wolfs gemeinsam Blutwurst aus dem Blut des Partners, Crush! (2008) dokumentiert den Versuch der beiden, sich gegenseitig mit der Stirn die Köpfe einzuschlagen – mit dem Ziel, nach der Abschaffung des Bewusstseins absolute emotionale Verbundenheit zu erlangen. 2018 hat das Paar, das sich 2011 getrennt hatte, die Zusammenarbeit wieder aufgenommen.
Alexander Wolf sah sich nicht als politischen Künstler; sein Aufzeigen, dass Ungutes, Unschönes, Verletzung nicht abgeschafft werden können, hatte keine aktivistische, beklagende oder anprangernde Intention. Stattdessen galt sein Interesse den Analogien; dem Verweis darauf, was bleibt, sich verwandelt und weitergegeben wird.

## Ausstellungen

### Einzelausstellungen (Auswahl)
- 2017: tba, Galerie Kai Erdmann, Hamburg[7]
- 2017: tba, Galerie Petra Martinez, Köln[7]
- 2016: rejected, Galerie Kai Erdmann, Hamburg[7]
- 2015: Ein Herz brennt in der Dunkelheit, Galerie Kai Erdmann, Hamburg[8][9]
- 2015: Wir bringen euch nein! (mit Nouchka Wolf), Galerie Kai Erdmann, Hamburg[10]
- 2014: Tamino I, 4 et al., Künstlerverein Malkasten, Düsseldorf[11]
- 2013: !Harmonie, nie, nie, power galerie, Hamburg[12]
- 2011: N.A. Wolfs Urwatschn (Laboratorium Sanguinis Enorme) (mit Nouchka Wolf), Kunstraum Innsbruck/Österreich[13][14]
- 2010: 5 videoworks (screening) (mit Nouchka Wolf), ICCA/CIAC, Bukarest/Rumänien[15]
- 2010: Du kriegst die Motten! (mit Nouchka Wolf), power galerie, Hamburg[16]

### Gruppenausstellungen (Auswahl)
- 2016: D/E Deuce, Galerie Kai Erdmann, c/o Mrs. & Mr. Dahmen, Düsseldorf[7]
- 2016: Mehrlinge, Galerie Kai Erdmann, Hamburg[17]
- 2016: Yoga Dog, Galerie Kai Erdmann, Hamburg[7]
- 2015: Retro Store, Galerie Elisabeth & Klaus Thoman, Wien/Österreich[7]
- 2014: Hauptstadt, Galerie Kai Erdmann, Berlin[18]
- 2014: Dear Darling, Kunstverein in Hamburg[7]
- 2013: Berlin – Klondyke Half Child, Hipphallen, Gmunden/Österreich & Alte Spinnerei, Leipzig[7]
- 2013: Hamburger Bahnhof, power galerie, Hamburg[19]
- 2012: Alpenrepublik, Kunstraum Innsbruck, Innsbruck/Österreich[20]
- 2011: Transkontinentale Eröffnung, Kobe Art Village Center KAVC, Kobe, Japan[21]
- 2011: Nikola Alipiev, Leopold Kessler, Jan Machacek, Alexander Wolf, Baba Vasa‘s Cellar, Shabla/Bulgarien[7]
- 2011: Roßkur & Stalldrang bei den Wolfs, Atelier N.A. Wolf, Berlin[19]
- 2010: power haus (mit Nouchka Wolf), Galerie Kai Erdmann, Hamburg[22]
- 2009: herpst 9 (mit Nouchka Wolf), Galerie Kai Erdmann, Hamburg[23]